# جورج جوزيف فوغلر
جورج جوزيف فوغلر (بالسويدية: Georg Joseph Vogler؛ بالألمانية: Georg Joseph Vogler) هو عالم موسيقى وملحن سويدي وألماني، ولد في 15 يونيو 1749 في فورتسبورغ في ألمانيا، وتوفي في 6 مايو 1814 في دارمشتات في ألمانيا.

## وصلات خارجية
- جورج جوزيف فوغلر على موقع الموسوعة البريطانية (الإنجليزية)
- جورج جوزيف فوغلر على موقع ميوزك برينز (الإنجليزية)
- جورج جوزيف فوغلر على موقع ديسكوغز (الإنجليزية)